# Helmcken House

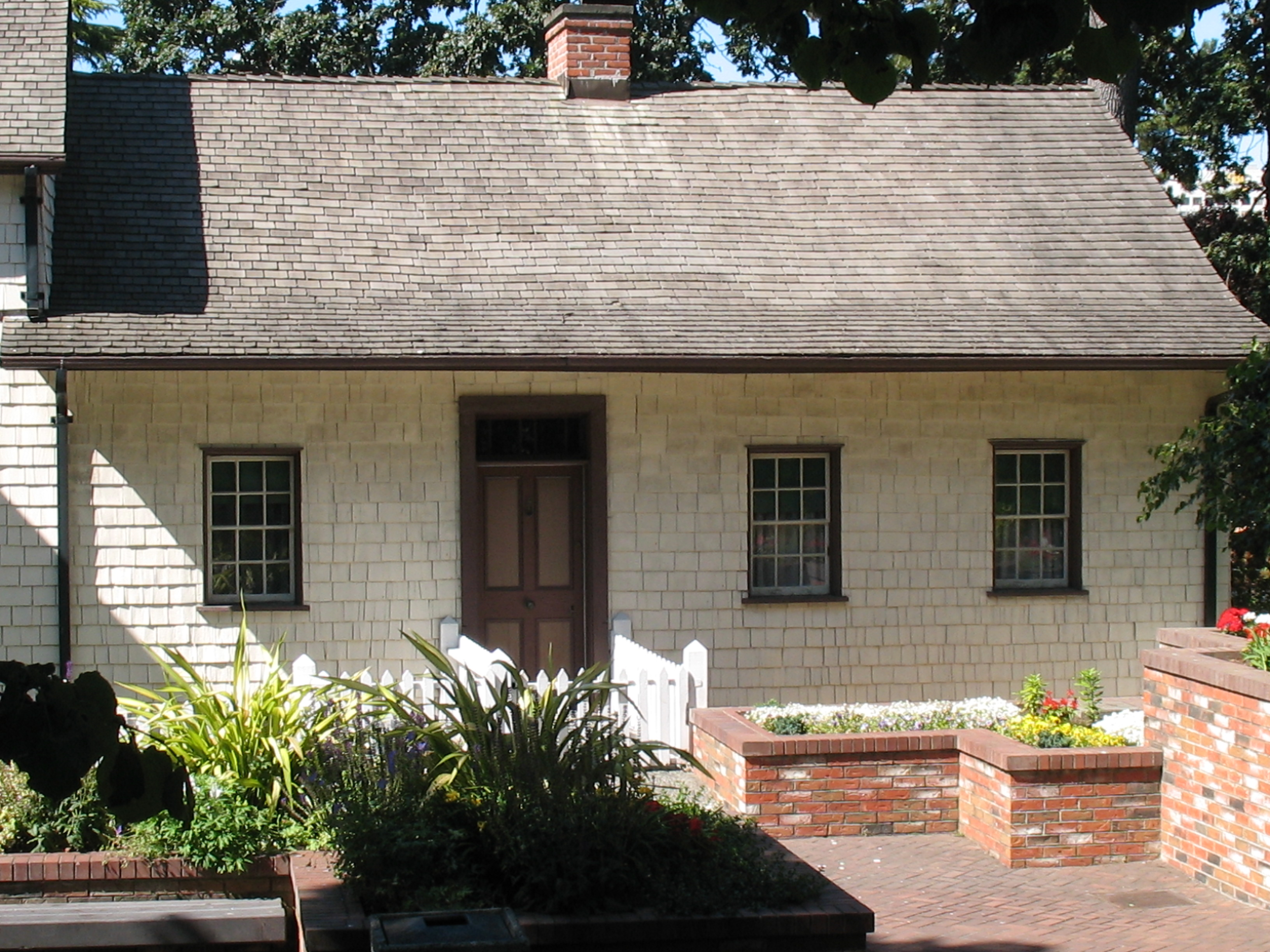
Der älteste Teil des dreigliedrigen Helmcken-Hauses, des ältesten Hauses in Victoria

Das Helmcken House, ist das älteste erhaltene Gebäude in Victoria, der Hauptstadt der kanadischen Provinz British Columbia. Das 1852 erbaute Haus befindet sich unmittelbar neben dem Royal British Columbia Museum und birgt heute einen Teil des Museums.
Benannt ist das Haus nach Dr. John Sebastian Helmcken, einem deutschstämmigen Arzt und Politiker, der bei der Entstehung Kanadas eine entscheidende Rolle spielte. Er wohnte von 1852 bis zu seinem Tod im Jahr 1920 in dem Haus, dessen östlichster Teil den ältesten darstellt.
Helmcken heiratete am 27. Dezember 1852 Cecilia Douglas (1834–1865), die älteste Tochter des Gouverneurs James Douglas, mit der er vier Söhne und drei Töchter hatte. Cecilia Helmcken starb allerdings bereits 1865, so dass Helmcken mit den vier überlebenden Kindern zurückblieb. Sie wurde im Garten beigesetzt.
Das Haus entstand auf einem Grundstück nahe dem Inneren Hafen, wo ursprünglich Indianer gelebt hatten. Diese Indianer der Umgebung, die Songhees, halfen ihm beim Bau des Hauses, indem sie etwa die Dachschindeln schnitten oder den Garten nebst Brunnen bauten oder die Baumstümpfe entfernten. Im Garten standen Camassia quamash, eine essbare Pflanzenart, die die Songhees in großem Maßstab kultivierten. Helmckens Schwiegermutter, Amelia Morgan, hatte ihrer Tochter neben Englisch auch Französisch und Cree beigebracht, ihre Muttersprache. Zwar lernte Helmcken nicht die Songhee-Sprache, seine älteste Tochter erhielt jedoch den Namen der Schwiegermutter.
1871, nach dem Anschluss der Provinz an Kanada, zog sich Helmcken aus der Politik zurück und widmete sich der Medizin, ohne dabei einträgliche Beschäftigungen, wie den Posten eines Direktors der Canadian Pacific Railway, der transkontinentalen kanadischen Eisenbahn, auszuschlagen. 1885 wurde er zum Gründungspräsidenten der British Columbia Medical Association, und praktizierte von 1851 bis 1910 im Gefängnis der Provinz.

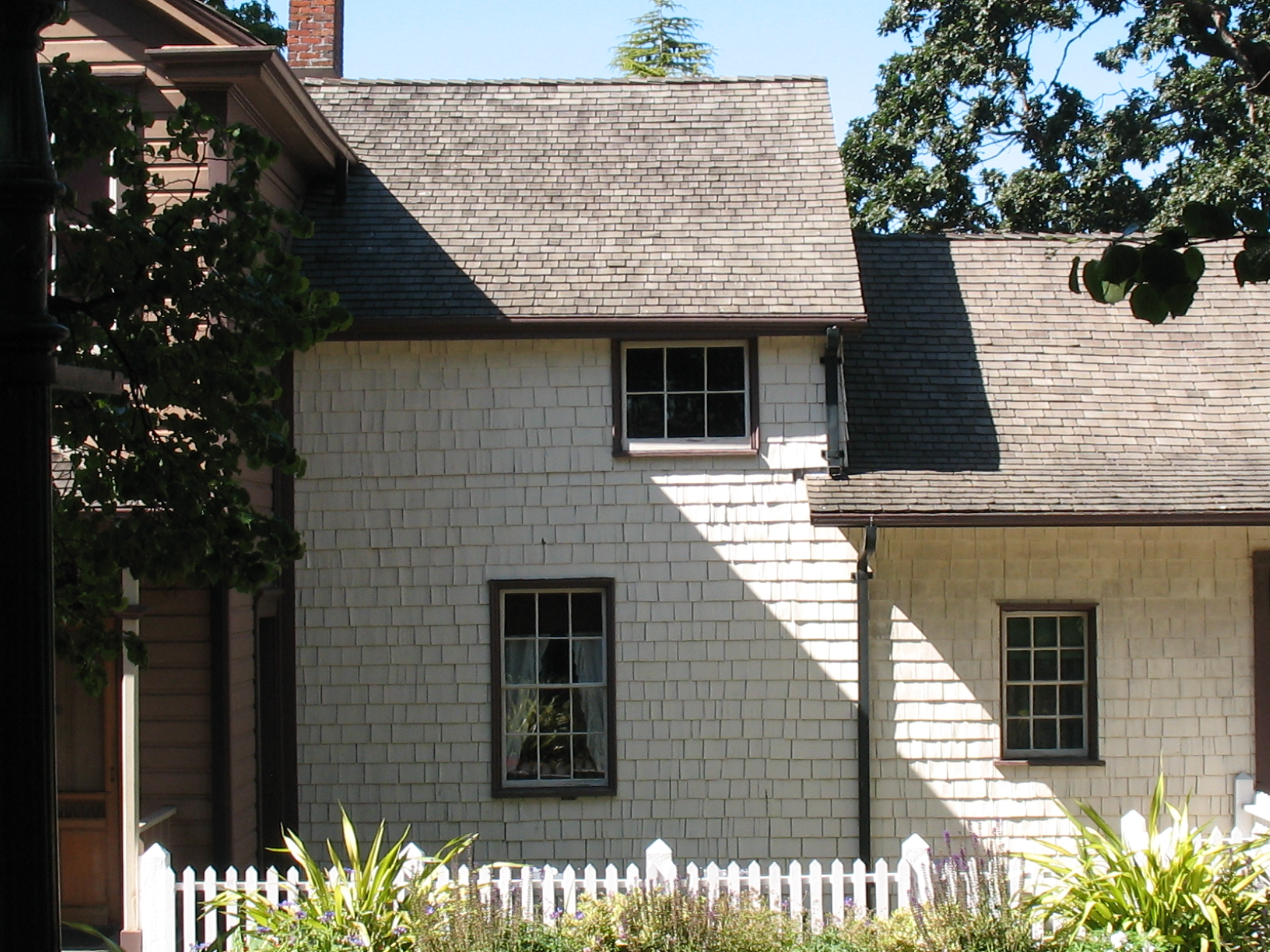
Erste Erweiterung des Helmcken-Hauses, rechts der älteste und kleinste Teil, links der spätere Anbau von 1882

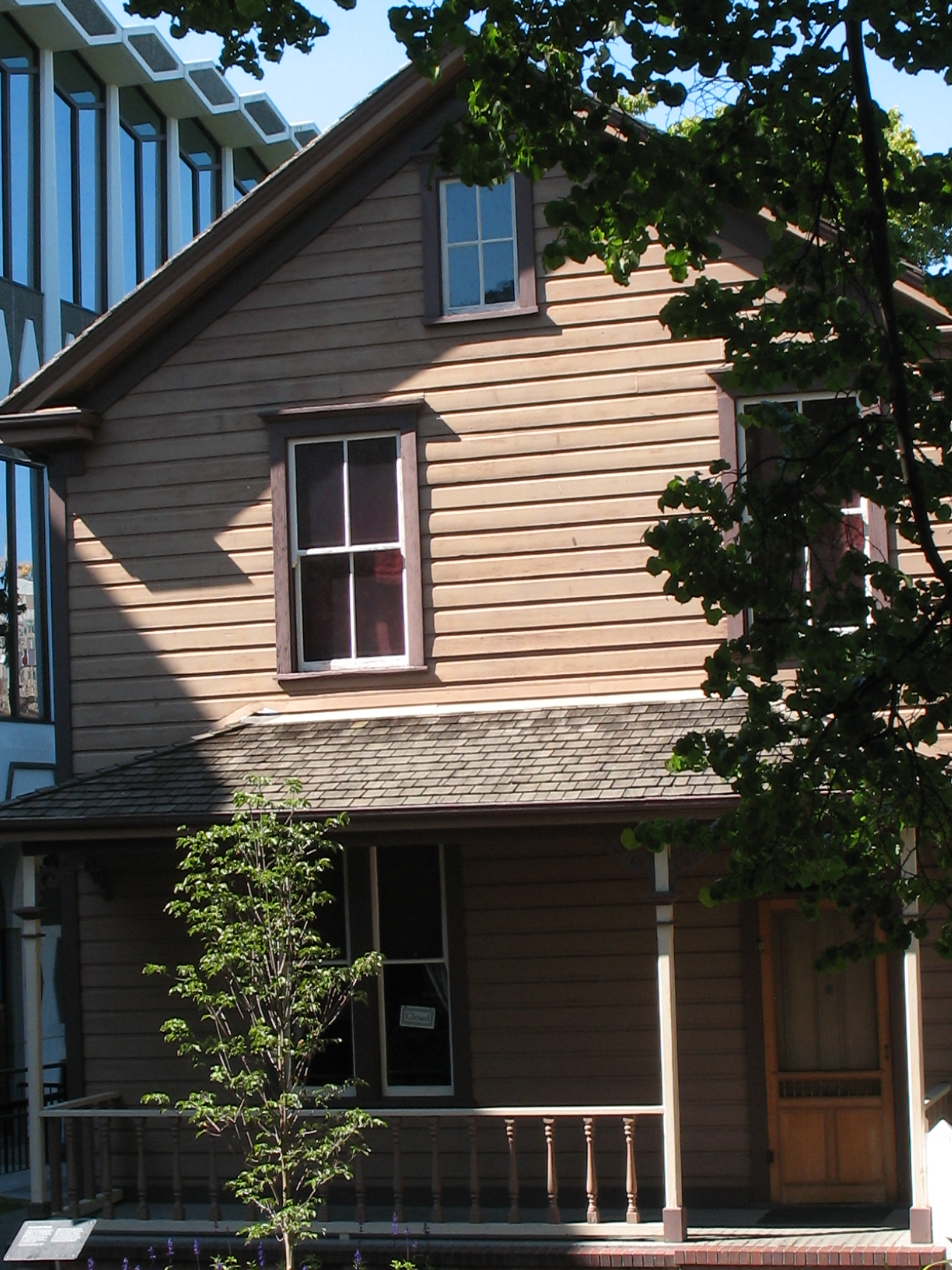
Zweite Erweiterung des Hemcken-Hauses, links Glasfassade des Royal British Columbia Museums

Im Haus wohnten neben Helmcken und seinen vier Kindern ein chinesischer Diener namens Ah Tan (geb. um 1855), zeitweise wohl ein zweiter Diener, und jeweils eine Haushälterin, zunächst „Mrs. Wilde“, später „Mrs. Foreman“.
Daher vergrößerte Helmcken 1882 das Haus durch einen weiteren Anbau. Während der älteste Teil noch aus Baumstämmen (logs) in Form einer Blockhütte entstanden war, bevorzugte man inzwischen Bretter als Außenhaut.
Nach Helmckens Tod übernahm seine Tochter Edith (Dolly) Helmcken (1863–1939) das Haus, das sie bis zu ihrem Tod im Jahr 1939 bewohnte. Sie wollte eigentlich alle Aufzeichnungen ihres Vaters nach ihrem Tod vernichten lassen, ließ sich jedoch vom Provinzbibliothekar und -Archivar W. Kaye Lamb umstimmen. So vererbte sie die gesamten Bestände und das Haus an das Archiv von British Columbia.
Das Haus ist von innen und außen weitgehend im Zustand von 1920 erhalten geblieben, zumal Dolly Helmcken alles so ließ, wie es zum Zeitpunkt des Todes ihres Vaters bestanden hatte. Selbst seine Anzüge hingen noch an ihrem Platz. Hinzu kommen Einrichtungsgegenstände, wie einige der Bilder, vor allem aber sämtliche für einen Arzt notwendigen Utensilien.
Direkt gegenüber vom Helmcken House befindet sich die St. Anne’s School, eine Schule, die von Nonnen geleitet wurde. Helmckens Töchter besuchten diese Schule.